# パラビアーゴ
パラビアーゴ（伊: Parabiago）は、イタリア共和国ロンバルディア州ミラノ県にある、人口約28,000人の基礎自治体（コムーネ）。

## 地理

### 位置・広がり

#### 隣接コムーネ
隣接するコムーネは以下の通り。
- アルルーノ
- ブスト・ガロルフォ
- カネグラーテ
- カゾレッツォ
- チェッロ・マッジョーレ
- ネルヴィアーノ
- サン・ヴィットーレ・オローナ

### 地震分類
イタリアの地震リスク階級 (it) では、4 に分類される
。

## 行政

### 分離集落
パラビアーゴには、以下の分離集落（フラツィオーネ）がある。
- Ravello, San Lorenzo, Villapia, Villastanza

## 姉妹都市
- サモボル、クロアチア 2010年